# Anthurium harrisii
Anthurium harrisii là một loài thực vật có hoa trong họ Ráy (Araceae). Loài này được (Graham) G.Don miêu tả khoa học đầu tiên năm 1839.